# (25052) Rudawska
(25052) Rudawska – planetoida z głównego pasa planetoid okrążająca Słońce w ciągu 4,06 lat w średniej odległości 2,54 au. Została odkryta w ramach programu LONEOS 27 sierpnia 1998 roku w stacji Anderson Mesa należącej do Lowell Observatory. Nazwa planetoidy pochodzi od Reginy Rudawskiej (ur. 1979) – polskiej astronom, absolwentki Uniwersytetu im. Adama Mickiewicza w Poznaniu, pracującej jako post-doktorant na Uniwersytecie Komeńskiego w Bratysławie.